# Skycoaster

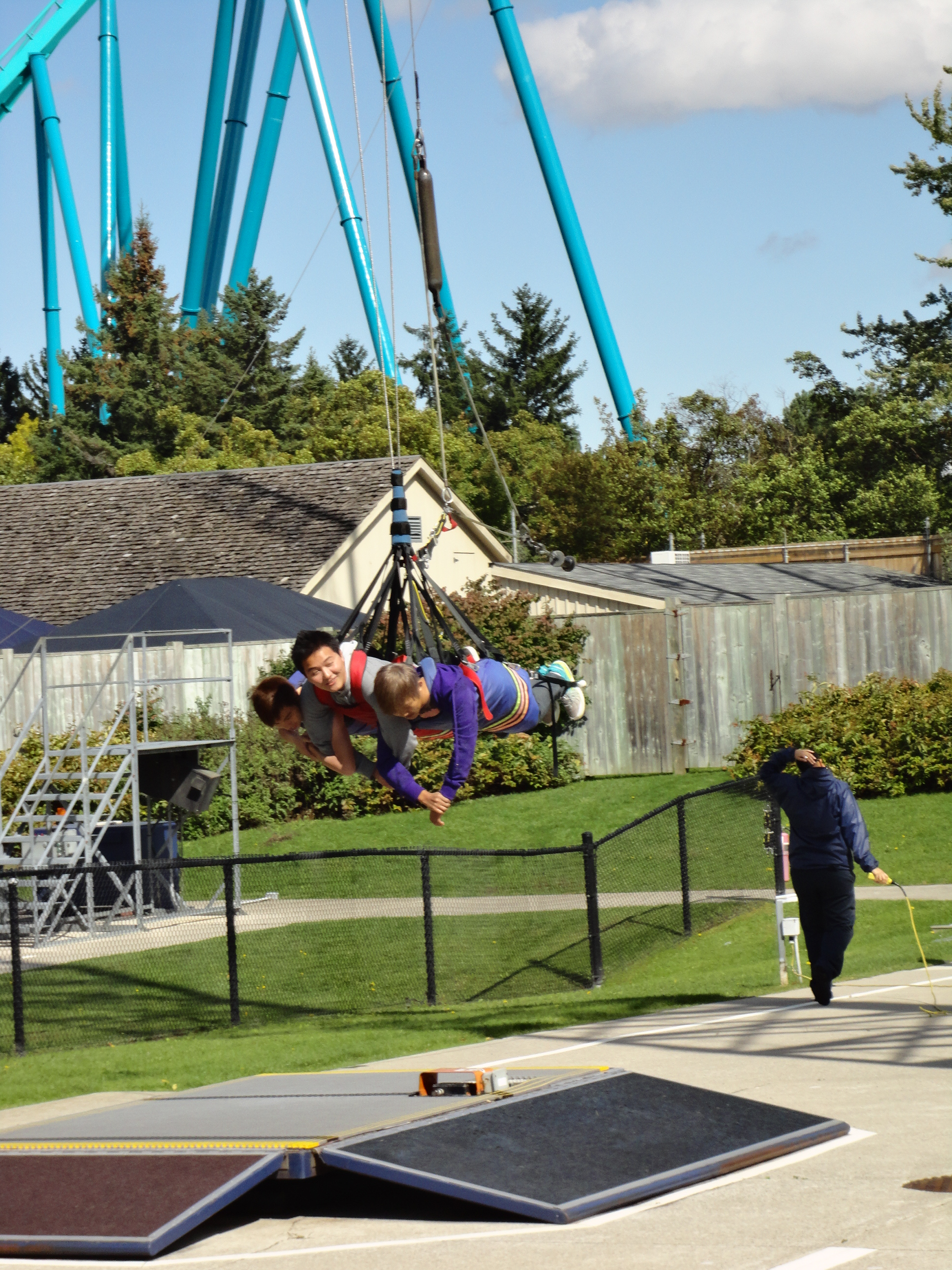
Harnas

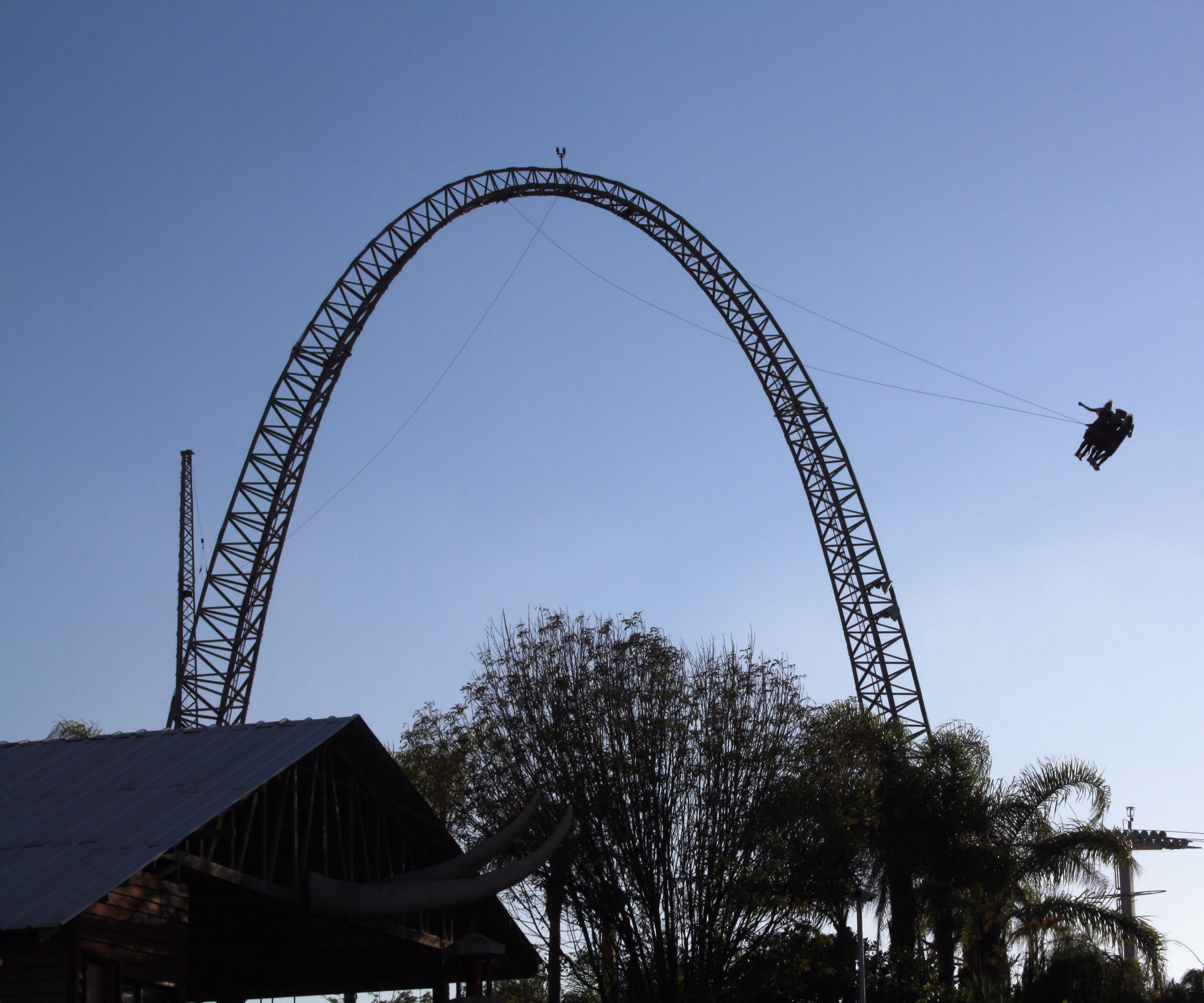
Superland, Sky Coaster

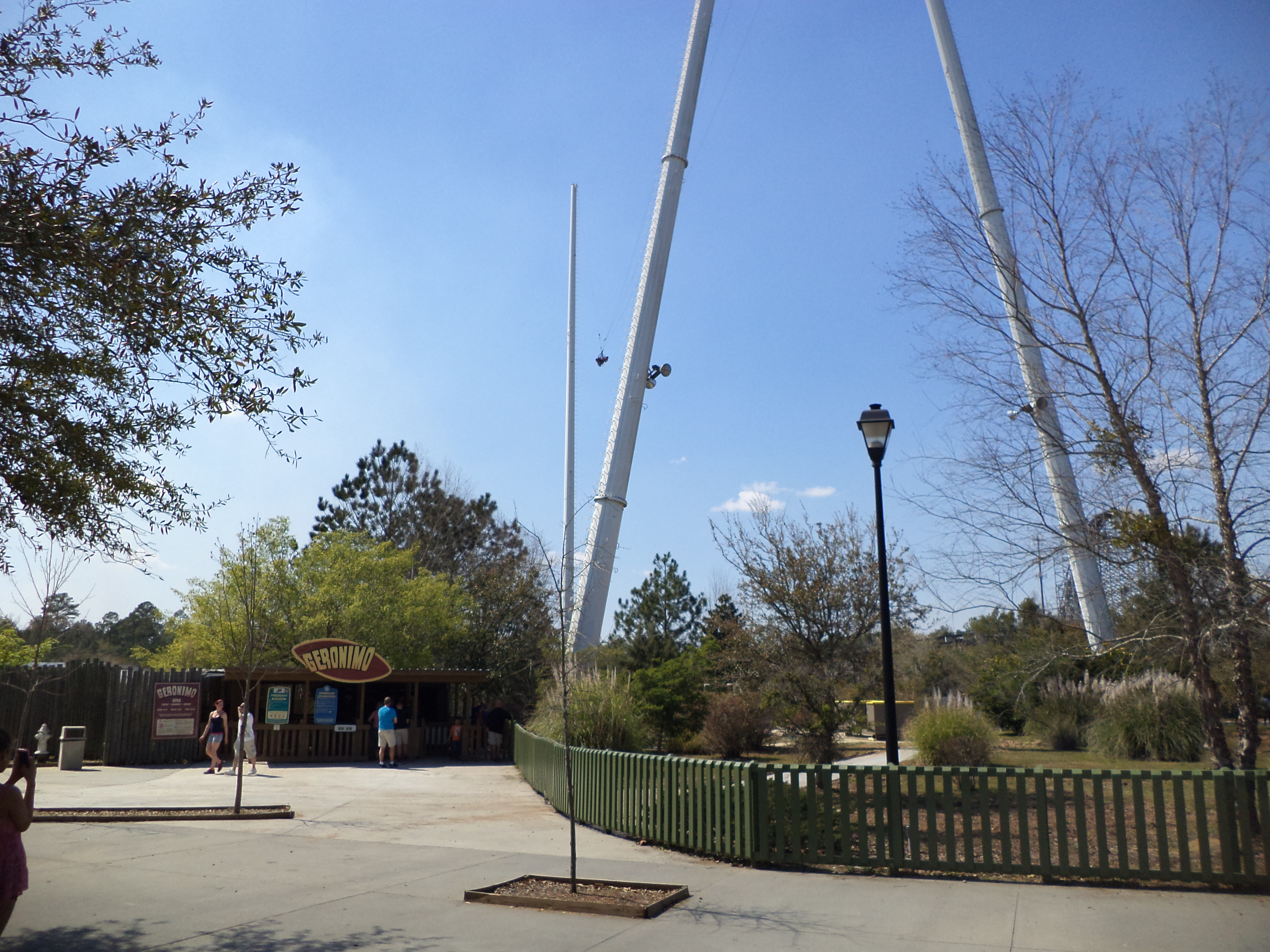
Wild Adventures, Geronimo

Skycoaster (ook bekend als Xtreme SkyFlyer) is een attractietype geproduceerd door SkyCoaster Inc., een dochteronderneming van Ride Entertainment Group. Voor de Skycoaster wordt er naast het normale toegangstarief voor het park een toeslag gevraagd, net zoals bij de gelijkaardige attractie SkyDiver gebeurt.

## Geschiedenis
William Keuken en Ken Vogel kwamen oorspronkelijk met het idee van de Skycoaster in 1992. Ze wilden een ritje met dezelfde sensatie van bungeejumpen, maar met een veiligheidsfactor van quasi nul. Eén jaar later werd de eerste skycoaster gebouwd.

## Werking
Eén tot drie personen gaan in een harnas liggen en worden vervolgens naar de top van de lanceertoren gehesen. Daarna worden de inzittende losgelaten en zwaaien ze via een kabel heen en weer om uiteindelijk terug tot stilstand te komen. Skycoasters variëren van 30,5 tot 91,4 meter.

## Voorbeelden
Tot op heden zijn er wereldwijd een 80-tal skycoasters gebouwd. Voornamelijk in de Verenigde Staten.
| Parknaam                               | Attractienaam         | Locatie                           | Land / Regio     | Hoogte (meter) |
| -------------------------------------- | --------------------- | --------------------------------- | ---------------- | -------------- |
| Fun Spot USA                           | Skycoaster            | Kissimmee (Florida)               | Verenigde Staten | 91,4           |
| Fun Spot action park/America           | Skycoaster            | Orlando (Florida)                 | Verenigde Staten | 76,2           |
| Wet'n'Wild Sydney                      | Sydney Skycoaster     | Sydney                            | Australië        | 76,2           |
| Parque de la Costa                     | VertigoXtremo         | Tigre (Buenos Aires)              | Argentinië       | 64,9           |
| Skyborne                               | Skycoaster            | Londen                            | Engeland         | 61             |
| PlayCenter                             | Skycoaster            | São Paulo                         | Brazilië         | 60             |
| Wild Adventures                        | Geronimo Skycoaster   | Valdosta (Georgia)                | Verenigde Staten | 57,9           |
| State Fair of Texas                    | SkyCoaster            | Dallas (Texas)                    | Verenigde Staten | 57,6           |
| Six Flags Hurricane Harbor             | Caribbean Swing       | Arlington (Texas)                 | Verenigde Staten | 57,6           |
| Worlds of Fun                          | RipCord               | Kansas City (Missouri)            | Verenigde Staten | 57,6           |
| Michigan's Adventure                   | RipCord               | Muskegon (Michigan)               | Verenigde Staten | 55,8           |
| Schlitterbahn Waterpark Resort         | SkyCoaster            | New Braunfels (Texas)             | Verenigde Staten | 55,8           |
| Kennywood                              | Skycoaster            | Pittsburgh (Pennsylvania)         | Verenigde Staten | 54,9           |
| Lake Compounce                         | Skycoaster            | Bristol (Connecticut)             | Verenigde Staten | 54,9           |
| Valleyfair                             | RipCord               | Shakopee (Minnesota)              | Verenigde Staten | 54,9           |
| Darien Lake                            | Redhawk               | Darien (New York)                 | Verenigde Staten | 54,9           |
| Six Flags Over Georgia                 | Skycoaster            | Austell (Georgia)                 | Verenigde Staten | 54,9           |
| Grand Sierra Resort                    | Ultimate Rush         | Reno (Nevada)                     | Verenigde Staten | 54,9           |
| United Entertainment & Tourism Company |                       | Shaab park                        | Koeweit          | 54,9           |
| Great Escape                           | Sky Coaster           | Lake George (New York)            | Verenigde Staten | 53,3           |
| Hopi Hari                              | Hadikali              | Vinhedo                           | Brazilië         | 53             |
| La Ronde                               | La Catapulte          | Montreal                          | Canada           | 52,7           |
| Canada's Wonderland                    | Xtreme SkyFlyer       | Vaughan (Ontario)                 | Canada           | 51,8           |
| Seoul Land                             | SKY-X                 | Seoul                             | Zuid-Korea       | 50,3           |
| Superland                              | Sky Coaster           | Rishon LeZion                     | Israël           | 50,3           |
| Oakwood Theme Park                     | Vertigo               | Pembrokeshire                     | Wales            | 50             |
| Wet'n'Wild Water World                 | SkyCoaster            | Gold Coast                        | Australië        | 48,8           |
| Elitch Gardens Theme Park              | XLR8R                 | Denver (Colorado)                 | Verenigde Staten | 46,6           |
| Kings Island                           | Xtreme SkyFlyer       | Warren County (Ohio)              | Verenigde Staten | 46,6           |
| Six Flags Magic Mountain               | Dive Devil            | Valencia (Californië)             | Verenigde Staten | 46,6           |
| Kings Dominion                         | Xtreme SkyFlyer       | Doswell (Virginia)                | Verenigde Staten | 46,6           |
| Carowinds                              | Xtreme SkyFlyer       | Charlotte (North Carolina)        | Verenigde Staten | 46,6           |
| California's Great America             | Xtreme SkyFlyer       | Santa Clara (Californië)          | Verenigde Staten | 46,6           |
| Six Flags Great Adventure              | Dare Devil Dive       | Jackson (New Jersey)              | Verenigde Staten | 46,6           |
| Six Flags Over Texas                   | Dive Bomber Alley     | Arlington (Texas)                 | Verenigde Staten | 46,6           |
| Six Flags St. Louis                    | Dragon's Wing         | Eureka (Missouri)                 | Verenigde Staten | 46,3           |
| Ceder Point                            | RipCord               | Sandusky (Ohio)                   | Verenigde Staten | 46,3           |
| Lagoon Amusement Park                  | Skycoaster            | Farmington (Utah)                 | Verenigde Staten | 43,6           |
| Wild Waves Theme Park                  | I-5 Sky Dive          | Federal Way (Washington)          | Verenigde Staten | 38,1           |
| Six Flags Great America                | Dare Devil Dive       | Gurnee (Illinois)                 | Verenigde Staten | 38,1           |
| South Pier, Blackpool                  | Skycoaster            | Blackpool                         | Engeland         | 36,6           |
| Six Flags America                      | Skycoaster            | Prince George's County (Maryland) | Verenigde Staten | 35,1           |
| Frontier City                          | Geronimo              | Oklahoma City                     | Verenigde Staten | 34,4           |
| Six Flags New England                  | Taz's Dare Devil Dive | Agawam (Massachusetts)            | Verenigde Staten | 34             |
| The Track Family Fun Center            | Skycoaster            | Gulf Shores (Alabama)             | Verenigde Staten | 33,5           |
| Luna Park (Coney Island)               | Boardwalk Flight      | Coney Island (New York)           | Verenigde Staten | 33,5           |
| Karasyk                                | Skycoaster            | Ayia Napa                         | Cyprus           | 33,5           |
| Zero Gravity                           | Skycoaster            | Dallas (Texas)                    | Verenigde Staten | 33,5           |
| Big Kahuna's                           | Skycoaster            | Destin (Florida)                  | Verenigde Staten | 33,5           |
| The Track Family Recreation Center     | SkyFlyer              | Destin (Florida)                  | Verenigde Staten | 33,5           |
| Tusenfryd                              | Skycoaster            | Oslo                              | Noorwegen        | 33,5           |
| Parque Mundo Aventura                  | Skycoaster            | Bogotá                            | Colombia         | 33,5           |
| Cici Waterpark                         | The Skycoaster        | Acapulco                          | Mexico           | 30,5           |
| Ratanga Junction                       | The Slingshot         | Kaapstad                          | Zuid-Afrika      | 30,5           |
| Nascar Speedpark                       | Skyflyer              | Myrtle Beach (South Carolina)     | Verenigde Staten | 30,5           |
| Ozark Mountain Skycoaster              | Skycoaster            | Branson (Missouri)                | Verenigde Staten | 30,5           |
| Joyland Park                           | Sky Coaster           | Wichita (Kansas)                  | Verenigde Staten | 30,5           |
| Extreme World                          | Skycoaster            | Wisconsin Dells (Wisconsin)       | Verenigde Staten | 30,5           |
| Indiana Beach                          | Sky Coaster           | Monticello (Indiana)              | Verenigde Staten | 30,5           |
| Morey's Piers                          | Sky Coaster           | Wildwood (New Jersey)             | Verenigde Staten | 30,5           |
| Funtown Pier                           | Skycoaster            | Seaside Heights (New Jersey)      | Verenigde Staten | 30,5           |
| Royal Gorge Park                       | Royal Rush            | Royal Gorge (Colorado)            | Verenigde Staten | 30,5           |
| Seacoast Fun Park                      | SkyMax                | North Windham (Maine)             | Verenigde Staten | 30,5           |
| Six Flags Discovery Kingdom            | Skycoaster            | Vallejo (Californië)              | Verenigde Staten | 30,5           |
| Mitsui Greenland                       | Parachute Drop        | Arao-shi                          | Japan            | Onbekend       |
| Tokyo SummerLand                       |                       | Tokyo                             | Japan            | Onbekend       |